# گراباو (لاونبورگ)
گراباو (به آلمانی: Grabau) یک شهر در آلمان است که در هرتسوگتوم لاونبورگ واقع شده‌است. گراباو ۲۹۱ نفر جمعیت دارد.